# Ataenius catarinaensis
Ataenius catarinaensis är en skalbaggsart som beskrevs av Zdzisława Stebnicka 2007. Ataenius catarinaensis ingår i släktet Ataenius och familjen Aphodiidae. Inga underarter finns listade.